# Borgergade
Borgergade er en gade i Københavns Indre By, der løber fra Gothersgade i sydvest til Store Kongensgade i nordøst. Området omkring Borgergade og den parallelle Adelgade blev som de første områder saneret af Københavns Kommune i midten af 1930'erne. I stedet opførtes en række moderne byggerier, herunder blandt andet Dronningegården. På gaden ligger også Argentinas ambassade.